# ルーファス・ポロック
ルーファス・ポロック（1980年 - ）は、イギリスの経済学者、活動家、社会起業家である。
2004年に非営利団体オープンナレッジ財団を設立し、2015年までその代表を務めるなど、世界的なオープンナレッジおよびオープンデータ運動の中心的存在であった。2007年から2010年にかけてエマニュエル・カレッジにて経済学のミード・フェローを務め、2010年から2013年にはシャトルワース財団のフェローを務めた。2012年にはアショカ・フェローに任命され、ケンブリッジ大学知的財産・情報法センターのアソシエイトを務めている。また、Open Knowledge Internationalの理事としても活動を継続している。Open Knowledge Internationalを離れた後は、社会変革全般に関心を広げ、2016年には新たな非営利団体「Life Itself」を共同設立した。その後も、情報時代の経済と政治に関する活動を継続しており、2018年には『The Open Revolution: Rewriting the Rules of the Information Age』を出版している。
Open Knowledge International在籍中には多数のプロジェクトを立ち上げ、それらの多くは現在も継続中である。2005年には、オープンコンテントおよびオープンデータに関する初の正式な定義であるオープンの定義を策定し、以後標準的な参照定義となっている。2005年から2006年にかけては、データセット、特にオープンデータセットの検索および共有のためのオープンソースソフトウェアCKANの初版を開発した。CKANは発展を続け、世界の主要なオープンデータプラットフォームソフトウェアとして、米国や英国を含む各国政府によって利用され、数百万件の公共データセットの公開に使用されている。
彼はまた、Open Rights Group（2005年、共同設立者および理事）、Foundation for a Free Information Infrastructure（2005–06年、イギリス部門ディレクター）、クリエイティブ・コモンズUK、Datopian（設立者）、Life Itself（共同設立者）など、他の複数の団体の設立や運営にも関わってきた。

## 活動
2004年5月24日、ポロックはイギリスのケンブリッジにて、世界的な非営利ネットワークであるオープンナレッジ財団を設立した。この団体は、オープンデータやオープンコンテンツなど、自由に利用可能な情報（オープンナレッジ）の促進と共有を目的としている。
2007年および2009年に、著作権の保護期間の最適化に関する重要な論文を2本発表した。そこでは、U統計量に基づき推定可能なパラメータを用いた経済モデルにより、最適な著作権期間は15年であり、現行のいかなる著作権期間よりも著しく短いと提唱した。
彼はエマニュエル・カレッジにて経済学のミード研究フェローを務めた。
2009年には、ウェブの発明者であるティム・バーナーズ＝リーにより、「Raw Data Now」ミームの創始者として称賛された。
2010年には、イギリス政府のPublic Sector Transparency Boardの設立時の4名の委員の一人として任命された。
2018年には初の著書『The Open Revolution: Rewriting the Rules of the Information Age』を出版し、オンラインで自由にダウンロード可能な形で公開した。

## 著作
- 『The Open Revolution: Rewriting the Rules of the Information Age』